# Michael Barrios
Michael David Barrios Puerta (* 21. April 1991 in Barranquilla) ist ein kolumbianischer Fußballspieler, der vorwiegend im Mittelfeld eingesetzt wird.

## Karriere
Barrios spielte von 2011 bis 2015 beim kolumbianischen Erstligisten Uniautónoma FC. Dort erzielte er in 136 Spielen 35 Tore. Am 19. Februar wechselte er zum FC Dallas in die Major League Soccer. Dort gewann er 2016 den US Open Cup und die MLS Supporters’ Shield. Nach fünf Jahren in Dallas wechselte er weiter zu den Colorado Rapids. 2023 wechselte er weiter zu LA Galaxy.